# Seznam medailistů na mistrovství světa v běhu na 1500 m
Běh na 1500 metrů patří do programu mistrovství světa od prvního ročníku v roce 1983. Výkonnost vítězů se od prvních ročníků světového šampionátu drží na přibližně stejné úrovni. 

## Rekordmani mistrovství světa v atletice

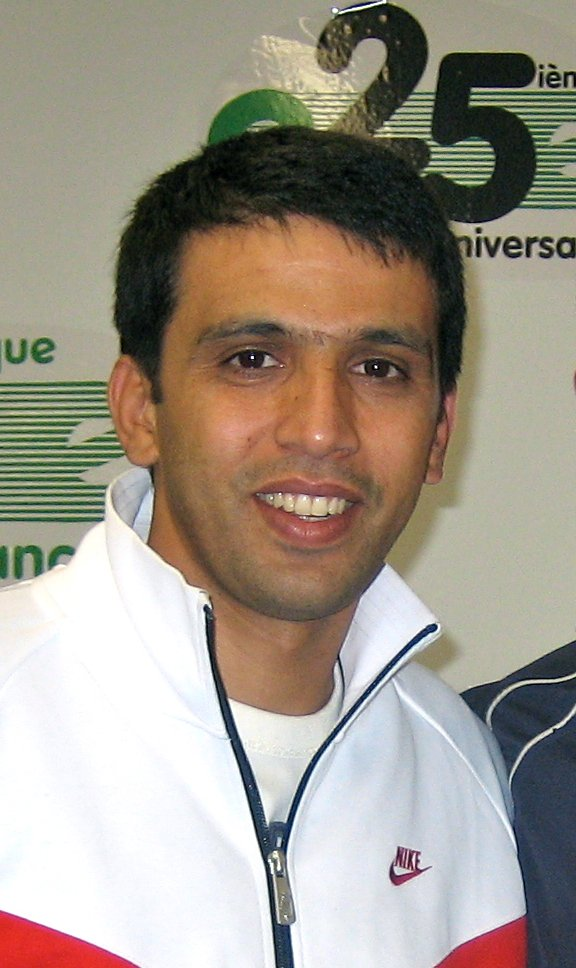
Muži -  Hišám Al-Karúdž
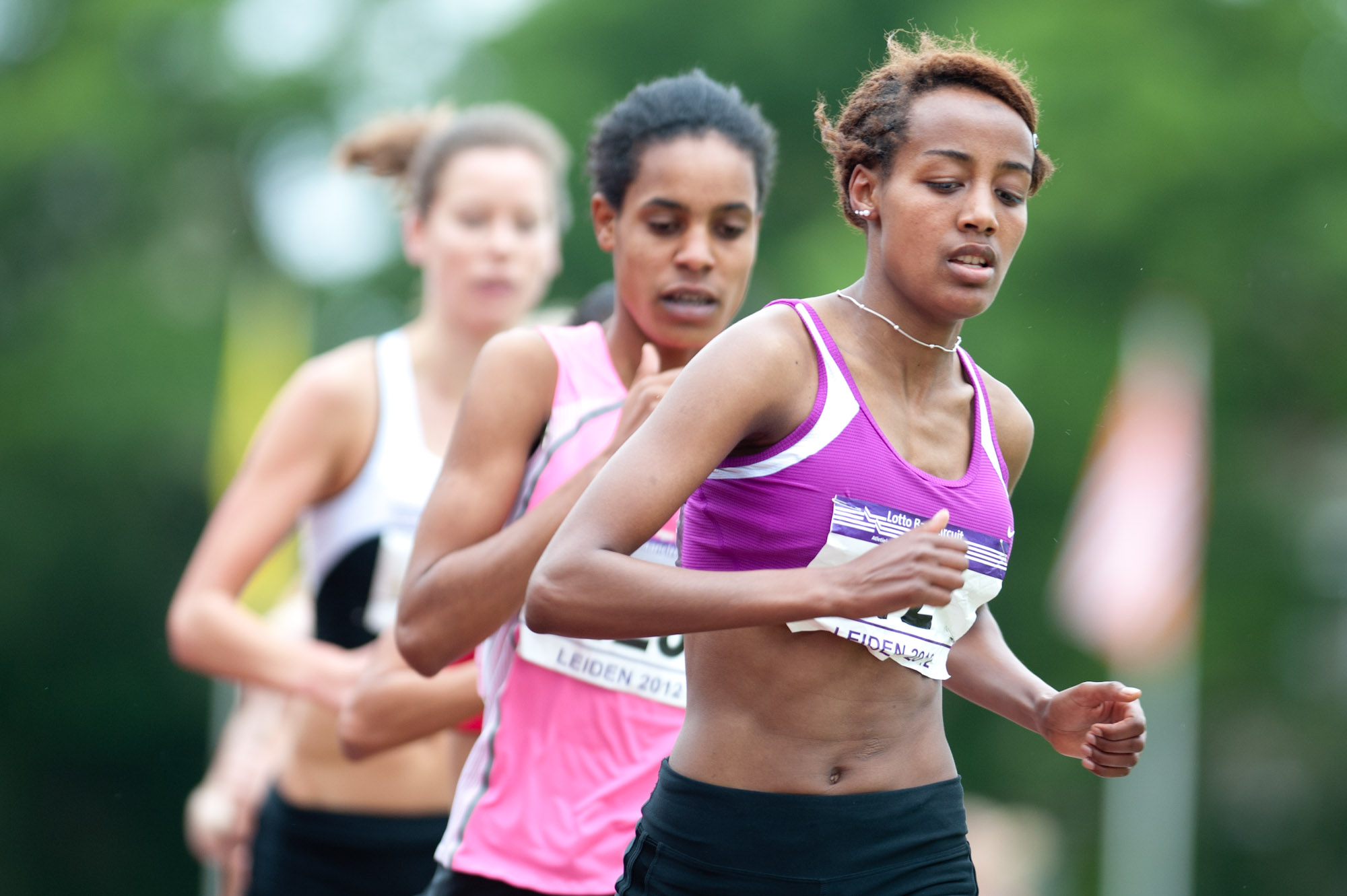
Ženy -  Sifan Hassanová

### Muži
| Rok     | Místo     | Zlato                | Výkon vítěze  | Stříbro            | Bronz                |
| ------- | --------- | -------------------- | ------------- | ------------------ | -------------------- |
| MS 1983 | Helsinky  | Steve Cram           | 3:41,59       | Steve Scott        | Saïd Aouita          |
| MS 1987 | Řím       | Abdi Bile            | 3:36,80       | José Luis González | Jim Spivey           |
| MS 1991 | Tokio     | Noureddine Morceli   | 3:32,84       | Wilfred Kirochi    | Hauke Fuhlbrügge     |
| MS 1993 | Stuttgart | Noureddine Morceli   | 3:34,24       | Fermín Cacho       | Abdi Bile            |
| MS 1995 | Göteborg  | Noureddine Morceli   | 3:33,73       | Hišám Al-Karúdž    | Vénuste Niyongabo    |
| MS 1997 | Athény    | Hišám Al-Karúdž      | 3:35,83       | Fermín Cacho       | Reyes Estévez        |
| MS 1999 | Sevilla   | Hišám Al-Karúdž      | 3:27,65 – RMS | Noah Ngeny         | Reyes Estévez        |
| MS 2001 | Edmonton  | Hišám Al-Karúdž      | 3:30,68       | Bernard Lagat      | Driss Maazouzi       |
| MS 2003 | Paříž     | Hišám Al-Karúdž      | 3:31,77       | Mehdi Baala        | Ivan Heško           |
| MS 2005 | Helsinky  | Rašíd Ramzí          | 3:37,88       | Adil Kaouch        | Rui Silva            |
| MS 2007 | Ósaka     | Bernard Lagat        | 3:34,77       | Rašíd Ramzí        | Shedrack Kibet Korir |
| MS 2009 | Berlín    | Yusuf Saad Kamel     | 3:35,93       | Deresse Mekonnen   | Bernard Lagat        |
| MS 2011 | Tegu      | Asbel Kipruto Kiprop | 3:35,69       | Silas Kiplagat     | Matthew Centrowitz   |
| MS 2013 | Moskva    | Asbel Kipruto Kiprop | 3:36,28       | Matthew Centrowitz | Johan Cronje         |
| MS 2015 | Peking    | Asbel Kipruto Kiprop | 3:34,40       | Elijah Manangoi    | Abdalaati Iguider    |
| MS 2017 | Londýn    | Elijah Manangoi      | 3:33,61       | Timothy Cheruiyot  | Filip Ingebrigtsen   |
| MS 2019 | Dauhá     | Timothy Cheruiyot    | 3:29,26       | Taoufik Makhloufi  | Marcin Lewandowski   |
| MS 2022 | Eugene    | Jake Wightman        | 3:29,23       | Jakob Ingebrigtsen | Mohamed Katir        |
| MS 2023 | Budapešť  | Josh Kerr            | 3:29,38       | Jakob Ingebrigtsen | Narve Gilje Nordås   |

### Ženy
| Rok     | Místo     | Zlato                  | Výkon vítěze  | Stříbro              | Bronz                    |
| ------- | --------- | ---------------------- | ------------- | -------------------- | ------------------------ |
| MS 1983 | Helsinky  | Mary Deckerová         | 4:00,90       | Zamira Zajcevová     | Jekatěrina Podkopajevová |
| MS 1987 | Řím       | Taťána Dorovskichová   | 3:58,56       | Hildegard Körnerová  | Doina Melinteová         |
| MS 1991 | Tokio     | Hassiba Boulmerka      | 4:02,21       | Taťána Dorovskichová | Ljudmila Rogačovová      |
| MS 1993 | Stuttgart | Liou Tung              | 4:00,50       | Sonia O'Sullivanová  | Hassiba Boulmerka        |
| MS 1995 | Göteborg  | Hassiba Boulmerka      | 4:02,42       | Kelly Holmesová      | Carla Sacramentová       |
| MS 1997 | Athény    | Carla Sacramentová     | 4:04,24       | Regina Jacobsová     | Anita Weyermannová       |
| MS 1999 | Sevilla   | Světlana Mastěrkovová  | 3:59,53       | Regina Jacobsová     | Kutre Dulechaová         |
| MS 2001 | Edmonton  | Gabriela Szabóová      | 4:00,57       | Violeta Szekely      | Natalja Gorelovová       |
| MS 2003 | Paříž     | Taťjana Tomašovová     | 3:58,52       | Süreyya Ayhanová     | Hayley Tullettová        |
| MS 2005 | Helsinky  | Taťjana Tomašovová     | 4:00,35       | Olga Jegorovová      | Bouchra Ghezielleová     |
| MS 2007 | Ósaka     | Meriem Jusuf Džamalová | 3:58,75       | Jelena Sobolevová    | Iryna Liščynská          |
| MS 2009 | Berlín    | Meriem Jusuf Džamalová | 3:58,75       | Lisa Dobriskeyová    | Shannon Rowburyová       |
| MS 2011 | Tegu      | Jennifer Simpsonová    | 4:05,40       | Hannah Englandová    | Natalia Rodríguezová     |
| MS 2013 | Moskva    | Abeba Aregawiová       | 4:02,67       | Jennifer Simpsonová  | Hellen Onsando Obiriová  |
| MS 2015 | Peking    | Genzebe Dibabaová      | 4:08,09       | Faith Kipyegonová    | Sifan Hassanová          |
| MS 2017 | Londýn    | Faith Kipyegonová      | 4:02,59       | Jennifer Simpsonová  | Caster Semenyaová        |
| MS 2019 | Dauhá     | Sifan Hassanová        | 3:51,95 – RMS | Faith Kipyegonová    | Gudaf Tsegayová          |
| MS 2022 | Eugene    | Faith Kipyegonová      | 3:52,96       | Gudaf Tsegayová      | Laura Muirová            |
| MS 2023 | Budapešť  | Faith Kipyegonová      | 3:54,87       | Diribe Weltejiová    | Sifan Hassanová          |